# Nestašica
Nestašica se odnosi na ograničenu dostupnost robe, za koju može da postoji potražnja na tržištu. Koncept nestašice isto tako obuhvata individualni kapacitet da se kupe sve ili neke od roba u zavisnosti od dostupnih resursa individue.

## Koncept
Nestašica se odnosi na raskorak između ograničenih resursa i teoretski neograničene potražnje. Pojam oskudice je da nikada nije dovoljno (nečega) da se zadovolje sve moguće ljudske želje, čak ni u naprednim stanjima ljudske tehnologije. Nestašica podrazumeva odricanja, ili pravljenje kompromisa da bi se došlo do više željenih oskudnih resursa.
Stanje nestašice u realnom svetu dovodi do konkurencije za oskudne resurse, i konkurencija se javlja „kad ljudi nastoje da ispune kriterijume koji se koriste za utvrđivanje ko dobija šta”.‍:p. 105 Sistem cena, ili tržišne cene, su jedan način da se alociraju oskudni resursi. „Ako društvo koordinira ekonomske planove na osnovu spremnosti da plati novcem, članovi tog društva će [nastojati da se nadmeću] da zarade novac.”‍:p. 105 Ako se koriste drugi kriterijumi, može se očetivati konkurencija u pogledu tih drugih kriterija.
Na primer, mada je vazduh važniji za ljude od zlata, on je manje oskudan jednostavno zato što je produkcioni trošak vazduha jednak nuli. Zlato s druge strane ima visok produkcioni trošak. Ono se mora naći i obraditi, sve od čega zahteva znatne resurse. Dodatno, oskudica podrazumeva da se ne mogu ostvariti svi ciljevi društva istovremeno; kompromisi se prave zarad ostvarivanja jednog cilja na uštrb drugih. U jednom uticajnom eseju iz 1932. godine, Lajonel Robins je definisao ekonomiju kao „nauku koja studira ljudsko ponašanje kao odnose između krajnjih i oskudnih sredstava koja imaju alternativne upotrebe”. U slučajevima monopola ili monopsona može se stvoriti veštačka nestašica. Nestašica se isto tako može javiti putem nagomilavanja, bilo kao pokušaj nameštanja tržište ili iz drugih razloga. Privremene nestašice mogu da budu uzrokovane i uzrok paničnog kupovanja.

## Literatura
- Milgate, Murray (mart 2008). „goods and commodities”.  Ур.: Steven N. Durlauf; Lawrence E. Blume. The New Palgrave Dictionary of Economics (2nd изд.). Palgrave Macmillan. стр. 546—48. doi:10.1057/9780230226203.0657. Приступљено 24. 3. 2010.
- Montani, Guido (1987). „Scarcity”.  Ур.: Eatwell, J.; Millgate, M.; Newman, P. The New Palgrave. A Dictionary of Economics. 4. Palgrave, Houndsmill. стр. 253—54.
- Malthus, Thomas R. (1960) [1798].  Himmelfarb, Gertrude, ур. On Population (An Essay on the Principle of Population, as It affects the Future Improvement of Society. With Remarks on the speculations of Mr. Godwin, M. Condorcet, and other writers). New York: Modern Library. Приступљено 24. 3. 2010.
- Burke, Edmund (1990) [1774].  E. J. Payne, ур. Thoughts and Details on Scarcity. Indianapolis, IN: Liberty Fund, Inc. Архивирано из оригинала 18. 05. 2018. г. Приступљено 24. 3. 2010.